# Franciszek Ksawery Narwojsz
Franciszek Ksawery Narwojsz herbu Kościesza (ur. 15 stycznia 1742 w Hoduciszkach, zm. 26 czerwca 1819 w Wilnie) – polski jezuita, matematyk, inżynier. 

## Życiorys
10 grudnia 1756 wstąpił do kolegium jezuickiego. Po jego ukończeniu wyjechał do Wilna, gdzie podjął studia i pracę na tamtejszym Uniwersytecie, obejmując katedrę wyższej matematyki. Nie poświęcał się wyłącznie tej dziedzinie; uzyskał tytuły: doktora filozofii i doktora teologii. w 1768 uzyskał święcenia kapłańskie. Z powodu konfliktu z przełożonymi musiał jednak po pewnym czasie opuścić uczelnię. Został wtedy wysłany do Nieświeża, gdzie również wykładał matematykę. Tam zastała go kasata zakonu. Wówczas, za radą Antoniego Tyzenhauza, z ramienia Komisji Skarbowej Litewskiej kierował przez trzy lata pracami inżynieryjskimi przy oczyszczaniu Niemna. Dzięki temu przedsięwzięciu zyskał wielką sławę. Hydrologią interesował się i w późniejszych latach. 
Propozycję powrotu na uczelnię wileńską odrzucił, przystając na służbę u Tyzenhauza. Prowadził między innymi jego liczne interesy w krajach Zachodniej Europy, przebywając za granicą w sumie pięć lat. Po powrocie, w 1783 przyjął katedrę wyższej matematyki na Uniwersytecie Wileńskim oraz godność kanonika wileńskiego. Godności te sprawował do śmierci. Został pochowany w katakumbach cmentarza Bernardyńskiego na Zarzeczu w Wilnie. 